# Дуев, Вениамин Николаевич
Вениамин Никола́евич Ду́ев (14 октября 1931, Емёткино, Козловский район, Чувашская АССР ― 14 мая 2009, Первоуральск, Свердловская область) ― советский инженер-металлург, Заслуженный металлург РСФСР, Народный депутат РСФСР (1990―1993). Лауреат Премии Правительства Российской Федерации в области науки и техники (1996).

## Биография
Родился 14 октября 1931 года в селе Емёткино Козловского района Чувашской АССР.
Окончив в 1955 году Уральский государственный политехнический институт, Дуев по распределению начал работать на Первоуральском новотрубном заводе. Здесь был назначен помощником мастера участка отделки реечного стана цеха № 1, затем мастером, начальником участка. С 1958 года Дуев работал в цехе № 7 начальником термоотдела, заместителем начальника цеха по производству. В 1968 году Вениамин Дуев возглавил заводской отдел научной организации труда и управления производством.
В 1974 году назначен начальником трубоволочильного цеха № 6, а с 1977 становится руководителем вновь построенного цеха № 9. С 1978 по 1987 годы работал заместителем директора завода по коммерческо-финансовой работе.
В 1987 году стал генеральным директором Первоуральского новотрубного завода. На этом посту Дуев руководил созданием системы автоматизированного управления трубопрокатным и трубоволочильным производством с применением ЭВМ. Осуществил переход завода на полный хозрасчёт и самофинансирование. Реформировал систему заработной платы, осуществил реконструкцию цеха № 4 со строительством пристроя для производства насосно-компрессорных труб с высокопрочными соединениями резьбы.
При нём значительное увеличение производства труб для экспорта по иностранным стандартам. Было построено совместно с итальянской фирмой трубоэлектросварочный цех для производства высококачественных труб, а также осуществленно строительство ряда объектов соцкультбыта.
В 1990 году избран Народным депутатом РСФСР. В российском парламенте входил в состав фракции «Промышленный союз».
Выйдя на заслуженный отдых в 1996 году, Вениамин Дуев не расстался с предприятием, на котором проработал более сорока лет — остался в строю в качестве советника-консультанта по стратегическому управлению и развитию завода.
Награждён Орденами Октябрьской Революции, Трудового Красного Знамени, «Знак Почёта», «За заслуги перед Отечеством» IV степени" и медалями. Ему присвоено почётное звание «Заслуженный металлург РСФСР».
Умер 14 мая 2009 года в Первоуральске.

## Награды
- Орден Октябрьской Революции
- Орден Трудового Красного Знамени
- Орден «Знак Почёта»
- Орден «За заслуги перед Отечеством» 4 степени
- Медаль «За трудовую доблесть» (26.04.1963)